# ARIAチャート
ARIAチャート (ARIA Charts) は、オーストラリアレコード産業協会 (ARIA) が週次に発表する、オーストラリアの音楽セールスチャートである。ARIAチャートには、オーストラリアの様々なジャンルのシングルとアルバムのセールスチャートがある。ARIAは、1988年6月26日週より独自のチャートの作成を開始した。その前は、1983年中旬からケント・ミュージック・レポートにARIAはライセンスを与えていた。ケント・ミュージック・レポートは、後にオーストラリア・ミュージック・レポートに改称し、1999年に終了した。

## ARIAチャートの種類
- Weekly Top 100 highest selling singles
- Weekly Top 100 highest selling albums
- Weekly Top 100 highest selling digital tracks
- Weekly Top 100 highest selling digital albums
- Weekly Top 50 highest selling physical singles
- Weekly Top 50 highest selling physical albums
- Weekly Top 20 highest selling Australian singles
- Weekly Top 20 highest selling Australian albums
- Weekly Top 20 highest selling dance releases
- Weekly Top 20 highest selling country releases
- Weekly Top 20 highest selling compilation releases
- Weekly Top 50 highest selling catalogue albums
- Weekly Top 50 highest selling club releases
- Weekly Top 40 highest selling urban singles
- Weekly Top 40 highest selling urban albums
- Weekly Top 40 highest selling music DVDs
- Yearly Top 100 End of Year charts profiling the year in music
- End of Decade Top 100 charts profiling the decade in music [1]

シングルとアルバムのトップ5は、毎週日曜日にオーストラリアの全国紙New Limited に掲載される。すべてのチャートはARIAチャートのWebサイトに毎週日曜午後6時30分に掲載され、翌日に印刷物として発行される。各チャートの日付は、その週の月曜日となる。Webサイトと印刷物には、シングルとアルバムについてはトップ50まで、デジタルトラックはトップ40まで掲載されている。ARIAチャートの完全なリストは、有料会員のみ電子メールで入手可能である。

## チャートの元データ
ARIAチャートは、オーストラリアの伝統的な「ブリック・アンド・モルタル」型の小売店から収集されたデータに基づいている。デジタルトラックチャートと、トップ100シングルには、iTunesなどのオンラインでの売上データが含まれる。2006年10月8日から、ARIAシングルチャートはオンラインでの売上データを含めるようになった。2006年には、Brazinグループ（大手小売店のHMVやヴァージン・メガストアーズなどをオーストラリアで展開）がARIAチャートのためにはデータを提供しないと発表した。しかし、2006年11月26日からBrazinは5ヶ月ぶりにARIAチャートにデータの提供を再開した
。

## ARIAアワード
オーストラリアのチャートでトップとなったアーティスト・グループのための数々の賞がある。
- ARIA No.1 Chart Awards は、過去3年間のオーストラリアの音楽業界のイベントである。ARIAチャートのアルバムとシングルでナンバー1となったオーストラリアのアーティストとレコードレーベルを表彰するため、2002年に賞は確立された。

- ARIA Music Awardsは、オーストラリアのすべての音楽ジャンルの中で最も優秀で革新的な作品を表彰する。1987年3月2日、最初のARIA賞は500人のゲストの中、シドニーのソフィテル・ウェントワース・ホテルで表彰された。19年後のARIA賞は、2500人のゲストと5000人の一般客の中で表彰された。2008年まではARIA賞は、Network Tenで放映されていたが、2009年はNine Networkで放映された。

ARIA会長のDenis Handlinは「ARIA賞は、メンバーであるレコード会社によって生み出された様々なジャンルの地元のアーティストを真っ先に対象としたショーケースである。オーストラリアの音楽業界の年間のハイライトであり、28のカテゴリの表彰を行っている」と説明している。
- ARIA Hall of Fameは、オーストラリアの音楽業界に大きく影響を及ぼしたアーティスト・プロデューサー・ソングライターらを表彰するため1988年以降にできた賞で、AC/DC、ジョーン・サザーランド、オリビア・ニュートン＝ジョン、ジョニー・オキーフ、ポール・ケリー、ジョン・ファーナム、INXS、スリム・ダスティ、ジミー・リトル、ニック・ケイヴ、ミッドナイト・オイルらが受賞している。

2005年7月には「ARIA Icons: Hall of Fame」イベントがARIA賞から独立した形で行われたが、それまではARIA賞内で実施されたため時間の制限で1〜2組程度しか表彰することができなかった。

## ARIA 認定
シングル・アルバムはともに、70,000枚小売業者へ出荷すればプラチナ、35,000枚出荷すればゴールド認定の資格を得ることができる。
音楽DVD（ビデオ）は、プラチナ認定は15,000枚の出荷、ゴールドは7,500枚の出荷である。
| アルバム・シングル | アルバム・シングル | 音楽DVD  | 音楽DVD  |
| ------------------ | ------------------ | -------- | -------- |
| ゴールド           | プラチナ           | ゴールド | プラチナ |
| 35,000             | 70,000             | 7,500    | 15,000   |